# Danny Blanchflower
Robert Dennis Blanchflower (Belfast, 10 febbraio 1926 – Staines-upon-Thames, 9 dicembre 1993) è stato un calciatore e allenatore di calcio nordirlandese, di ruolo centrocampista.

## Caratteristiche tecniche
Blanchflower era un centrocampista e regista dotato di un'ottima visione di gioco, facilità di movimento e abilità nel cambiare tempi e modalità delle partite.

## Carriera
Blanchflower si formò nel Glentoran prima di trasferirsi in Inghilterra per giocare nel Barnsley. Nel 1951 passa all'Aston Villa, in cui si fece notare per l'eleganza dello stile di gioco.
Nel 1954 viene ingaggiato dal Tottenham, con cui nella stagione 1960-1961 da capitano vince sia il campionato e la coppa, double che per l'ultima volta era stato ottenuto dall'Aston Villa nel 1897. Con il Tottenham Blanchflower vince un'altra FA Cup e due Charity Shield.
Durante la sua militanza con gli Spurs si aggiudica per due volte il premio di Calciatore dell'anno per la FWA.
Nella primavera del 1961 venne ingaggiato dal Toronto City, società militante nella Eastern Canada Professional Soccer League.

## Palmarès

### Club

#### Competizioni nazionali
- Campionato inglese: 1

Tottenham: 1960-1961
- Coppa d'Inghilterra: 2

Tottenham: 1960-1961, 1961-1962
- Charity Shield: 2

Tottenham: 1961, 1962

#### Competizioni internazionali
- Coppa delle Coppe: 1

Tottenham: 1962-1963

### Individuale
- Giocatore dell'anno della FWA: 2

1958, 1961